# Kumaradżiwa
Kumaradżiwa (ur. 344, zm. 413; sanskryt कुमारजीव Kumārajīva; chiń. 鳩摩羅什; pinyin Jiūmóluóshí; kor. 구마라습 Kumarasŭp  lub 구마라십 Kumarasip; wiet. Cưu-ma-la-thập) – mnich buddyjski, tłumacz i propagator buddyzmu.

## Życie
Pochodził z Kuszy w Serindii. Ojcem był Kumarajana (skt. Kumārāyana), emigrant z Indii, arystokrata, bramin, były mnich buddyjski, a matką Dźiwa (skt Jīva) księżniczka (siostra króla) kuszańska. W IV wieku Serindia nie była jeszcze mahajanistyczna; panowała tu szkoła sarwastiwadinów.
Gdy miał siedem lat oboje z matką wstąpili do zakonu buddyjskiego. Przez dwa lata studiował sutry agamy i Abhidharmikę. Gdy miał 9 lat Kumaradżiwa z matką przybyli do Kaszmiru, gdzie został uczniem mistrza Dharmy Bandhudatty. Studiował takie teksty jak Dīrghāgama, Madhyamāgama i Kṣudraka. Zachowały się informacje, że brał udział w publicznych dyskusjach przeciwko Tīrthikom.
Gdy miał lat 12 postanowili z matką powrócić do Kuszy. Kumaradżiwa na ponad rok zatrzymał się w Kaszgarze, gdzie studiował Abhidharma-jñāna-prasthāna-śāstra – tekst sarwastiwadinów, Wedy, tzw. Pięć Nauk. Poznał także wtedy Surjasomę (skt Sūryasoma), księcia Jarkandu, który ze swoim starszym bratem zrezygnowali z tytułów i zostali mnichami. Surjasoma był już wyznawcą mahajany. Wyjaśniał Kumaradżiwie sutrę Anavapta-nāgarāja-paripṛccha. Przeżył on prawdziwy wstrząs, gdy usłyszał, że skandhy, wszelkie dhātu i āyatany są puste i bez cech. Po przemyśleniu nowej wiedzy został wyznawcą mahajany i zaczął czytać mahajanistyczne teksty. Zaprzyjaźnił się także wtedy z mnichem Buddhajaśasem (skt Buddhayaśas) ze szkoły dharmaguptaka.
Po opuszczeniu Kaszgaru Kumaradżiwa razem z matką przeszli przez Akszu (skt Akṣu), gdzie zwyciężył w dyskusji słynnego nauczyciela.
W wieku 20 lat Kumaradżiwa przyjął pełną mnisią ordynację w pałacu w Kuszy. Następnie studiował pod kierunkiem mistrza z północnych Indii Wimalakszy (skt. Vimalākṣa) Sarvāstivādi-vinaya (Winaję sarwastiwady). W tym samym czasie został przyjęty do Nowego Królewskiego Klasztoru; honor ten był zarezerwowany dla tych, którzy minęli piątą rocznicę swojej pełnej ordynacji. Następne dwa lata spędził studiując sutry i śastry mahajany. Nawrócił także na mahajanę swojego dawnego nauczyciela Bandhudattę, który przybył do Kuszy. W chińskim tekście o Kuszy z 379 r. wspomina się Kumaradżiwę jako genialnego młodego mnicha studiującego mahajanę, będącego uczniem mistrza Āgamy Fotushemi i przebywającego w Nowym Królewskim Klasztorze. Miał wtedy ok. 35 lat.
Z informacji wynika, że studiował teksty śunjawady (skt Śūñyavāda) – Trzy Traktaty.
W 383 r. wojska chińskie zajęły Kuczę i Kumaradżiwa jako jeniec-więzień został wywieziony na dwór dynastii Liang, gdzie spędził siedemnaście lat; nauczył się wtedy języka chińskiego. Gdy Późniejsze Qin podbiło Liang, został on przeniesiony najpierw do Guzangu (dzis. Wuwei), a w 401 r. do Chang’anu. Był wspierany przez Wenhuana, króla Późniejszego Qin. Resztę życia spędził w Chang’anie.

## Działalność
Po przeniesieniu do Chang’anu Kumaradżiwa zorganizował wielkie biuro tłumaczeń. Pracowało w nim ok. 800 mnichów. Uczynił następny krok po Dao’anie, wprowadzając chińskie terminy buddyjskie. Metoda pracy była następująca: najpierw Kumaradżiwa wyjaśniał znaczenie tekstu dwukrotnie w języku chińskim. Następnie mnisi dyskutowali zawartość materiału i starali się go przetłumaczyć dokładnie (słowo po słowie) na język chiński. Kumaradziwa brał to tłumaczenie, porównywał je z oryginałem i nieustannie poprawiał aż do ostatecznej wersji.
W przeciwieństwie do innych tłumaczy tego okresu, bardziej interesowało go przekazanie istoty sutry od dosłownego tłumaczenia. Nie bał się również dokonywać skrótów i adaptacji zgodnej z chińskim gustem.
Uważa się, że przetłumaczył 294 teksty w 400 woluminach. Nawet jeśli niektóre teksty są mu przypisywane niesłusznie, to i tak liczba jest imponująca. 52 prace zaginęły, co jednak prawie w ogóle nie ma wpływu na ocenę jego pracy i myśli, gdyż były to akurat drobniejsze i mniej ważne sutry. Główny korpus jego tłumaczeń jest doskonale, obficie udokumentowany zarówno w bibliografiach i innych adnotacjach, jak i w historycznych katalogach począwszy od VI wieku. Znane są dokładne daty 23 tłumaczeń. Zachowały się także dodatkowe informacje przy niektórych tłumaczeniach jak np. imiona współtłumaczy czy skrybów.
Kumaradżiwa przetłumaczył stosunkowo mało Agam. Gros jego tłumaczeń to sutry śunjawady.
Oto jego najważniejsze tłumaczenia: T (numer katalogowy kanonu wyd. w Japonii w latach 1924-34 Taishō shinshū daizōkyō. K (numer katalogowy z The Korean Buddhist Canon pod red. Lewisa R. Lancastera z 1979 r.)

### Śunjawada
- Aṣtasāhasrikāprajñāpāramitāsūtra (T 227, K 7) 408 r.
- Pañcavimśatisāhasrikāprajñāpāramitāsūtra (T 223, K 3) kwiecień lub maj 404 r.
- Vimalakīrti-nirdeśa (T 475)
- Vajracchedikāprajñāpāramitāsūtra (T 235, K 13) 401 r. w Ogrodzie Xiaoyao w Chang’anie
- Prajñāpāramitāhṛdayasūtra (T 250, K 21) 402–412 r.
- Saddharmapuṇḍarīka (T 262, K 116)
- Mniejsza Sukhāvatī-vyūha (T 366)
- Maitreyavyākaraṇa(sūtra) (T 454, K 198)
- Mile dachengfo jing (T 456, K 195)
- Daśabhūmikasūtra (T 286, K 98)[d]

### Traktaty o medytacji[e]
Kumaradżiwa nie zajmował się praktyką medytacji (poza standardową, rytualną jej formą). Teksty te przetłumaczył na prośbę przyjaciół.
- (Bodhisattva-dhyāna); Zuochan sanmei jing [T 614, K 991)][f] 4 marca 402 – 27 lutego 407 w Chang’anie.

### Winaja
- Sarvāstivāda-vinaya [T 1435, K 890)][g]
- [Sarvāstivāda]-prātimokṣa-sūtra [T 1436, K 902] 402–412 r.
- Pusa jieben (Bodhisattva-prātimokṣa)[h]

### Śastry
- Cztery Traktaty (zob. poniżej w rozdz. Poglądy, nauki)
- Daśabhūmika-vibhāṣā [T 1521, K 584] przypisywana Nagardżunie, ale raczej niesłusznie.
- Faputi xinjing lun [T 1659, K 624)] 402-409 r., przypisywana Wasubandhu.
- Satyasiddhi [T 1646, K 966] 11 października 411-4 listopada 412; traktat Hariwarmana (skt. Harivarman)

### 16 sutr przetłumaczonych powtórnie poDharmarakszy
- Pañcavimśati [T 222, 223; K 1(2)]
- Saddharmapuṇḍarīka [T 262; K 116] 405 r. w Ogrodzie Xiaoyao w Chang’anie
- Bhadrakalpa [T 425, – ; K 387, – ]
- Brahmaviśeṣacintīparipṛcchā [T 585, 586; K 142, 143] 402 r. w Ogrodzie Xiaoyao w Chang’anie
- Vasudhara[i] [T 481, 482; K 145, 146]
- Vimalakīrtinirdeśasūtra [T – , T 475; K – , 119] 406 r. w Ogrodzie Xiaoyao w Chang’anie
- Pūrnaparipṛcchā(sūtra) [T – , 310, 17; K – , 22(17)] 405 r.
- Śūrangamasamādhisūtra [T – , 642; K – , 378] 402–412 r.
- Mniejsza Sukhāvatī-vyūha[j] [T – , 366; K 192]
- Mile chengfo jing[k] [T 453, 454; K 197, 198]
- Renwang banre boluomi jing[l] [T – , 245; K – , 19]
- Acintyaprabhāsa-nirdeśa [T – , 484; K – , 381]
- Dafang dengdingwang jing[m] [T 477, – ; K 122, – ]
- Vidhi-hṛdaya-vyūha[n] [T – , 307; K – , 95]
- Ratnajāli-paripṛcchā [T 433, – ; K 354, – ]
- Sarva-punya-samuccaya-samādhi [T 381, 382; K 140, 141]

### Inne teksty
- Subāhuparipṛcchā(sūtra) [T 310 (26); K 22(26)] 402–412 r.
- Vikurvāṇarājaparipṛcchā(sūtra) [T 420; K 75] 407 r. w Ogrodzie Xiaoyao w Chang’anie.
- Zhuangyan putixin jing [T 307; K 95] 402-409, w Ogrodzie Xiaoyao w Chang’anie
- Drumakinnararājaparipṛcchā(sūtra) [T625; K 130] 402–409 w Chang’anie
- Sarvapuṇyasamuccayasamādhisūtra [T 382; K 141] 402–-412
- Lokadharaparipṛcchā(sūtra) [T 482; K 146] 402–412 w Chang’anie
- Sarvadharmapravṛttinirdeśasūtra [T650; K 168] w Ogrodzie Xiaoyao w 401 r.
- Mile dachengfo jing [T 456 K 195] 402 w Chang’anie
- Gayāśtrṣasūtra [T 464, K 222] 402–412 r.
- Mahāmāyūrī(vidyārājnī)(sūtra) [T 988, K 304] 402–412 r.
- Kuśalamūlasamparigraha(sūtra) [T 657, K 396] 406 r. w Chang’anie
- Qianfo yinyuan jing [T 426, K 452] 402–412 r.
- Fo chuibanniepan lueshuo jiaojie jing [T 389, K 453] 402–412 r.
- Brahmajālasūtra [T 1484, K 527] 405 lub 406 r.
- Buddhapiţakaduḥśīlanirgraha(sūtra) [ T653, K 529] 24 lipca 405 w Chang’anie
- Paramārthasaṃvṛtisatyanirdeśasūtra [T 1489, K 539] 402–412 r
- Shizhu piposha lun [T 1521, K 584] 402–412 r., traktat Nagardżuny
- Kalpanāmaṇḍitikā [T 201, K 587] 402–412 r., tekst Aśwaghoszy (sans. Aśvaghoṣa)
- Pratītyasamutpādādivibhaṅganirdeśa(sūtra) [T 123, K 746a] 402–412 r
- Haibade jing [T 35, K 779] 402–412 r.
- Chan biyaofa jing [T 613, K 798] 402–412 r.
- Tengzhi yinyuan jing [T 703, K 828] 402–412 r.
- Pusa hese yufa jing [T 615, K 996] 402–412 r.
- Chanfayao jie [T 616, K 1004] 402 – 1 lutego 405 w Ogrodzie Xiaoyao
- Maming pusa zhuan [T 2046, K 1035] 402–412 r.
- Tipo pusa zhuan [T 2048, K 1040] 402–412 r.
- Longshu pusa zhuan [T 2047, K 1041] 402–412 r.

## Poglądy, nauki
O jego poglądach możemy się dowiedzieć głównie z dwóch źródeł. Pierwszym jest jego komentarz do Vimalakīrti-nirdeśa-sūtra (T 1755), a drugim – zbiór listów, które pisał do Huiyuana po 405 r.
Temat listów został wybrany przez Huiyuana i dotyczył Abhidharmy oraz Amitābhy. Jednak znajduje się także w tej korespondencji dyskusja o madhjamice, której rozumienie sprawiało Huiyuanowi wyraźną trudność lub, być może, była to jego taktyka ożywiająca dyskusję
Z jego wypowiedzi na temat języka i prawdy, przyczyny i skutku oraz rzeczywistości wynika, iż prezentował poglądy madhjamików i jego wypowiedzi nie są odległe od poglądów Nagardżuny. Dlatego też jest uważany za pierwszego propagatora madhjamiki w Chinach. Świadczy też o tym to, iż przetłumaczył cztery traktaty podstawowe dla doktryny tej szkoły. W Chinach madhjamika nosiła nazwę Szkoły Trzech (chin. Sanlun) lub Czterech Traktatów, zależnie od tego, który zestaw uważano za podstawowy:
- Madhyamaka-kārikā[o] (409 r.) – Nagardżuna (T 1564, K 577) 409 r. w klasztorze Da
- Śata(ka)-śāstra (404 r.) – Arjadewa (T 1569, K 581) 404 r. w Chang’anie
- Dvādaśa-nikayā-śāstra (408 r.) – Nagardżuna (T 1568, K 579) w 408 lu 409 r. w klasztorze Da
- Mahāprajñā-pāramitā-śāstra (402 r.) – Nagardżuna (T 1509, K 549) 402 – 1 lutego 406 w Ogrodzie Xiaoyao

Cieszył się niezwykłym autorytetem i tysiącami przybywali do niego uczniowie z całych Chin i z innych krajów. W Gaoseng zhuan napisanej przez Huijiao (497–554), znajduje się informacja, że miał 3000 uczniów. 40 z jego uczniów jest znanych z nazwiska i wielu z nich zdobyło sławę dzięki swojej działalności i inteligencji. Jego najbardziej znani uczniowie to: Huiguan, Sengzhao (384-414), Sengrui, Daosheng oraz Koreańczyk Sungnang.

## Genealogia
- Nagardżuna (ok. 150-ok. 250)
  - Arjadewa
    - Rahula (16 patriarcha zen)
      - Pingala (?)
        - Bhawawikeka
        - Surjasoma
          - Kumaradżiwa (344-413)
            - Daorong
            - Sengrui (352-436)
            - Tanying
            - Sengzhao (374-414)
            - Sengdao
              - Tanji

            - Huiguang (468-537) założyciel szkoły dilun
              - Fayuan
                - Sengzong
                  - Daozhuang

            - Daosheng (355-434)
              - Sengjin
              - Daoyu

            - Daoheng
            - Huiyan
              - Fazhi

            - Daobiao
            - Sengqi
              - Tandi

            - Sengbao
            - Tanwucheng
            - Daowen
            - Sengsong
              - Sengyuan
                - Fadu
                  - Senglang
                    - Sengquan
                      - Daozhuang
                      - Fa’an
                      - Facheng
                      - Xiaoming Fashi
                      - Kuang Fashi
                      - Jizang
                      - Huijue
                      - Luoyun
                      - Huizhe
                      - Zhiju
                      - Ming Fashi
                      - Zhengan[3][p]